# Paisagem Cultural de Arte Rupestre do Gobustão
A Paisagem Cultural de Arte Rupestre de Gobustão localiza-se a oeste do raion do Gobustão, entre os Distritos de Caradague, Território Administrativo de Bacu, distante 64 quilômetros ao sudoeste desta. Em 1966, a região foi declarada monumento histórico nacional do Azerbaijão para garantir a preservação e conservação das antigas talhas, rochas e grutas com inscrições pré-históricas e centenas de vulcões em constante atividade.
Em 2007, o sítio foi incluído na lista do Patrimônio Mundial da UNESCO.
A Reserva Nacional do Gobustão é riquíssima em registros arqueológicos da presença humana. A reserva tem, já conhecidas, mais de 6 000 pinturas rupestres, individualizadas, grafadas em centenas de rochas, e revelam, artisticamente, a presença contínua da ocupação humana no local, com gravuras de homens primitivos, animais, peças de batalha, danças rituais, toureio, botes com remos, guerreiros com lanças em suas mãos, caravanas de camelos, imagens do sol e das estrelas, produzidas ao longo de quarenta mil anos (final da última Era Glacial — Alto Paleolítico — até a Idade Média moderna). Gobustão é a reserva nacional mais popular do país e também concentra a mais rica reserva mineral do Azerbaijão.